# Ángel Serafín Seriche Dougan
Ángel Serafín Seriche Dougan (* 1946) war von 1996 bis 2001 Premierminister von Äquatorialguinea.

## Politische Laufbahn
Vom 1. April 1996 bis zum 4. März 2001 war er Premierminister unter dem seit 1979 regierenden Präsidenten Teodoro Obiang Nguema Mbasogo. Seine Partei – zugleich die des Präsidenten, die Partido Democrático de Guinea Ecuatorial (PDGE) – gewann im März 1999 68 der 75 Parlamentssitze, wobei die Opposition im Land auch nach dem formalen Übergang zur Demokratie 1991 wenig Chancen hat und der Präsident im Regelfall mit knapp unter 100 % der Stimmen bestätigt wird.
Seit Oktober 2000 geriet Seriche Dougan unter Druck, als ihm und Mitgliedern seiner Regierung öffentlich Korruption vorgeworfen wurde. Initiiert wurden die Vorwürfe von Teodorín Obiang, dem Sohn des Präsidenten, der als dessen potenzieller Nachfolger gilt. Ende Februar 2001 reichte der Premierminister seinen Rücktritt ein, der vom Präsidenten angenommen wurde. Der Sohn des Präsidenten blieb als einziges Kabinettsmitglied in der neuen Regierung im Amt. Mitgliedern der Regierung wurde auch die Verwicklung in den Drogenhandel vorgeworfen. Im Ausland richten sich Korruptions- und Drogenvorwürfe allerdings mehr gegen den Präsidenten und seine Familie.